# Gert Seewald
Gert Seewald (São Paulo, 17 de janeiro de 1967) é um diretor, cenógrafo, diretor de arte e designer brasileiro, com carreira na televisão, teatro e espetáculos musicais.

## Formação
Formado em Arquitetura pela Universidade Mackenzie (1987-1991) e pela Faculdade de Belas Artes de São Paulo (1994-1995), iniciou sua atividade profissional com os arquitetos Pepe Asbun (Asbun & Asbun Arquitetura), Vitor Lotufo (Oficina de Habitação) e Lisitano und Partner Architektur, em Munique, Alemanha.

## Carreira artística

### Cenografia

#### Início
O início na cenografia deu-se na TV Cultura (1993-1995), onde integrou a equipe dos programas "Castelo Rá-Tim-Bum" , "Glub-Glub", "X-Tudo", "Metrópolis" e Vitrine .

#### Programas infantis
Na área de programas infantis, foi cenógrafo das séries "Teatro Rá-Tim-Bum" (2006-2009), "Vila Sésamo" (2007) , "Cocoricó na Cidade" (2009) e "Quintal da Cultura" (2011-presente).

#### Música
Na música atuou para a TV Cultura nos especiais "Caetano e Gil, show dos 25 anos de Tropicália" (1993), com Caetano Veloso e Gilberto Gil, e "Na Onda Que Balança" (1994) com João Bosco. Fez para Gilberto Gil o cenário do show "Quanta Gente Veio Ver: Ao Vivo"  (Grammy Award World Music, 1997 ). Para o cantor Daniel, "Raízes" (2009) e "Pra Ser Feliz" (2011). Fez a série de shows: "Songbook Itamar Assumpção" (2006) e "Caixa Preta Itamar Assumpção" (2010-2013) , em memória do cantor e compositor. Trabalhou também nos programas musicais "Uma Vez Uma Canção" (2006) de Carlos Rennó, "Viola, Minha Viola" (2008) de Inezita Barroso e "Manos e Minas" (2008) com Max B.O. e Anelis Assumpção.

#### Jornalismo
No jornalismo cultural foi cenógrafo dos programas "Dois a Um" (2004) de Mônica Waldvogel no SBT , "Metrópolis", "Vitrine", "Zoom", "Jornal da Cultura", "Cartão Verde", "Planeta Terra", "Cultura Retrô" com Marina Person, "Letra Livre" com Manuel da Costa Pinto  e "Provocações" com Antônio Abujamra.

### Dramaturgia
Na dramaturgia, foi cenógrafo das séries "Senta que Lá Vem Comédia" (2005) e "Direções" (2007-2008), parceria da TV Cultura e SESC-SP, com os diretores André Garolli, Maucir Campanholi, Rodolfo García Vázquez, Bete Dorgan, Samir Yazbek, Georgette Fadel, Marco Antonio Braz, Emílio di Biasi, Adriano Stuart, Mário Masetti, Roberto Lage, Débora Dubois, Silnei Siqueira e Antonio Ghigonetto.

### Direção de Arte
Foi Diretor de Arte nas séries "Fora de Quadro" (Canal Brasil, 2016 ), "Fuinha e Caçapava, o lugar achado das memórias perdidas" (Prêmio Melhor Piloto de Ficção no Festival Internacional de Audiovisual, 2016 ), ambos para a Casa de Cinema de Porto Alegre, assim como o telefilme "Meu Pai" (Canal Futura, 2014) de Ana Luiza Azevedo (Festival COMKIDS, Prix Jeunesse Iberoamericano  e Telas Festival Internacional de Televisão de São Paulo, Melhor Realização Artística, Direção e Produção ).

### Direção Artística
Foi o Diretor Artístico dos espetáculos de Iara Rennó "MacunaÓpera" (2008) e "Macunaima no Oficina Ópera Baile" (2010) , assim como do show de lançamento do disco "Boca" (2017), do multi-instrumentista, cantor e compositor Curumin.

### Direção de TV
Recontratado pela TV Cultura, na década de 2020 passou a dirigir programas, como os especiais de fim de ano "Noite de natal no castelo" (2021)   e "Aventuras de natal" (2023) , as séries "Poesia animada"  e "A Copa do Mundo e eu" (2022)  , os interprogramas "Coisas que a gente sente" (2023)   e "Brincadeira de criança" (2023)  . Em 2022 dirigiu também uma série de clipes para a programação infantil da TV Cultura, como "Felino Sabidão" com Ed Motta , "Celeste, a cobra" com Vânia Bastos, "Tap e Flap" com BNegão e "Porteiro" com Anelis Assumpção.

## Prêmios
Diversas produções nas quais trabalhou foram premiadas:
- Prêmio Melhor Piloto de Ficção no Festival Internacional de Audiovisual em 2016 pela série Fuinha e Caçapava, o lugar achado das memórias perdidas produzida pela Casa de Cinema de Porto Alegre.
- Prêmio Festival COMKIDS, Prix Jeunesse Iberoamericano 2015, 3º lugar na categoria "De 7 a 11 anos ficção" pelo filme Meu pai de Lúcia Araújo e Ana Luiza Azevedo.[11]
- Prêmios de Direção e de Produção no Telas - Festival Internacional de Televisão de São Paulo pelo filme Meu pai  de Lúcia Araújo e Ana Luiza Azevedo.[12]

Recebeu:
- Prêmio de Melhor Realização Artística no Telas - Festival Internacional de Televisão de São Paulo pelo filme Meu pai de Lúcia Araújo e Ana Luiza Azevedo.[12]